# Condado de Scott (Tennessee)
O Condado de Scott é um dos 95 condados do Estado americano do Tennessee. A sede do condado é Huntsville, e sua maior cidade é Oneida. O condado possui uma área de 1 381 km² (dos quais 3 km² estão cobertos por água), uma população de 21 127 habitantes, e uma densidade populacional de 15 hab/km² (segundo o censo nacional de 2000). O condado foi fundado em 1849.